# Катилии
Катилиите (gens Catilia) са фамилия от Древен Рим.
Произлизат от Витиния и Понт.
Известни от фамилията:
- Луций Катилий Север Юлиан Клавдий Регин, суфектконсул 110 г., прадядо по майчина линия на Домиция Луцила, майката на император Марк Аврелий.[1]
- Луций Катилий Север, консул 120 г. и praefectus urbi, прадядо на римския император Марк Аврелий.

- Катилий Север, роднина на император Александър Север и е в неговия consilium.[2]